# اسقيلاف (آيت إسحاق)
اسقيلاف هو دُوَّار يقع بجماعة تامري، عمالة أكادير إدا وتنان، جهة سوس ماسة في المملكة المغربية. ينتمي الدوّار لمشيخة آيت إسحاق التي تضم 15 دوار. يقدر عدد سكانه بـ 87 نسمة حسب الإحصاء الرسمي للسكان والسكنى لسنة 2004.

## روابط خارجية
- البوابة الوطنية للجماعات الترابية
- المندوبية السامية للتخطيط